# Jüri Ratas
Jüri Ratas (n. Tallin, Unión Soviética, 2 de julio de 1978) es un político estonio.
Desde noviembre de 2016 hasta enero de 2021 fue el primer ministro de Estonia.

## Carrera profesional
Es miembro del Partido del Centro de Estonia.
Ocupó su primer cargo político como Vicepresidente del Parlamento Nacional "Riigikogu" y seguidamente desde 2005 hasta 2007 fue el Alcalde de Tallin.
Como alcalde cabe destacar que inició en la ciudad el Programa de Capital Verde Europea.
En el 2013 se propone aumentar el impuesto mínimo a partir de 2000 y 2250 coronas estonias ("Eesti kroon, EKK"), un proceso que fue de 5 años en la fabricación. 
En las elecciones Parlamentarias de 2015 fue reelegido para el parlamento con un total de 7932 votos individuales.
En el mes de marzo de ese mismo año fue elegido como el segundo vicepresidente de la cámara.
El 5 de noviembre de 2016 fue elegido para suceder a Edgar Savisaar como nuevo líder del partido del centro.
Después de que el segundo gabinete del entonces primer ministro Taavi Rõivas se dividiera en el mes de noviembre debido a una lucha interna, comenzaron las conversaciones para formar una coalición para gobernar entre el Partido del Centro, el Partido Socialdemócrata y la Unión Pro Patria y Res Publica.
El 19 de noviembre los tres partidos acordaron las condiciones y finalmente lograron formarla, con Jüri Ratas como principal líder.
Tras liderar esta coalición, el día 23 de noviembre fue juramentado como nuevo y 17.º primer ministro de Estonia, en sustitución de Rõivas.